# انتخابات پارلمانی گرجستان، ۲۰۱۲
انتخابات پارلمانی ۲۰۱۲ گرجستان در اول اکتبر سال ۲۰۱۲ میلادی برگزار شد. این انتخابات، هفتمین انتخابات پارلمانی کشور گرجستان پس از جدایی این کشور از اتحاد جماهیر شوروی بود. در این انتخابات، حزب جنبش اتحاد ملی به رهبری ساآکاشویلی در برابر ائتلاف حزب رؤیای گرجستان شکست خورد. میخاییل ساآکاشویلی به عنوان رئیس‌جمهور و رهبر حزب جنبش اتحاد ملی، شکست حزب خود در این انتخابات را پذیرفت. ساآکاشویلی همچنین گفت: «دیدگاه‌های ائتلاف رویای گرجستان برای من به‌طور بنیادی ناپذیرفتنی ست». در این انتخابات بیدزینا ایوانیشویلی رهبری ائتلاف رویای گرجستان را بر عهده داشت.
در این انتخابات نظام انتخاباتی پارلمانی گرجستان تغییر یافت و همچنین مکان پارلمان از شهر تفلیس به دومین شهر مهم گرجستان یعنی کوتائیسی انتقال پیدا کرد. مردم ساکن در منطقه‌های استقلال‌طلب اوستیای جنوبی و آبخازیا در این انتخابات شرکت نکردند.

## نتایج

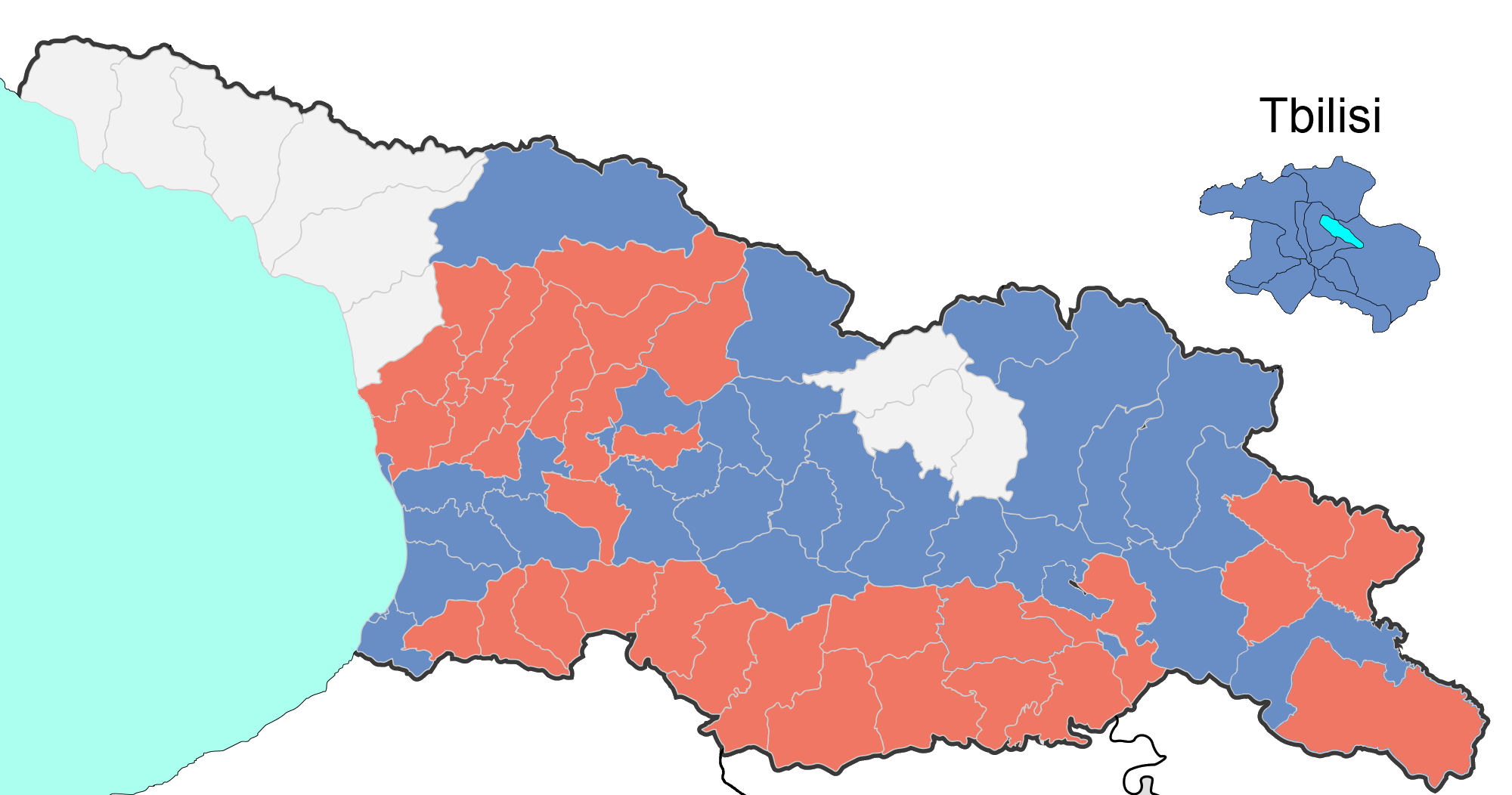
برندگان و حوزه‌های انتخاباتی

آراء بر اساس منطقه
| کاختی                                              | ۴۸٬۰۵٪ | ۴۷٬۰۶٪ |
| گوریا                                              | ۵۸٬۷۹٪ | ۳۷٬۳۳٪ |
| ایمرتی                                             | ۵۷٬۸۷٪ | ۳۷٬۴۷٪ |
| متسختا-متیانتی                                     | ۶۲٬۸۴٪ | ۳۲٬۶۴٪ |
| آجارا                                              | ۵۷٬۵۳٪ | ۳۷٬۰۱٪ |
| شیدا کارتلی                                        | ۵۱٬۴۸٪ | ۴۲٬۹۲٪ |
| کومو کارتلی                                        | ۳۸٬۷۲٪ | ۵۷٬۰۵٪ |
| منطقه-زمو سوانتی                                   | ۳۸٬۶۱٪ | ۵۵٬۲۳٪ |
| لختاقی کومو سونتی                                  | ۴۶٬۴۵٪ | ۴۸٬۶۳٪ |
| سامتسخه-جاواختی                                    | ۲۹٬۴۴٪ | ۶۷٬۰۳٪ |
| تفلیس                                              | ۶۸٬۲۷٪ | ۲۷٬۱۵٪ |
| منبع بایگانی‌شده در ۱۶ ژوئن ۲۰۱۳ توسط Archive.today |        |        |